# Three Girls and a Man
Three Girls and a Man è un cortometraggio muto del 1912 diretto da Albert W. Hale.

## Trama
Stanco della vita di città, Charles Morris accetta l'invito di recarsi alcuni giorni nella residenza di campagna di Dick Burton. Qui, conosce due ragazze: una è Dorothy, amica della giovane sorella del suo ospite, l'altra la fascinosa Hilda. Charles è attratto da Dorothy, ma Hilda, che punta ai suoi soldi, non si lascia scappare così facilmente la preda. Betty, la sorella di Dick, una ragazza giudiziosa e molto più matura della sua età, capisce in quale trappola stia per infilarsi Charles. Riesce a farlo rinsavire, facendolo assistere a un incontro tra Hilda e un suo anziano corteggiatore. Presa con le mani nel sacco, Hilda si ritira. La sua uscita di scena permette a Charles e a Dorothy di riprendere il filo della loro storia interrotta.

## Produzione
Il film fu prodotto dalla Vitagraph Company of America.

## Distribuzione
Distribuito dalla General Film Company, il film uscì nelle sale cinematografiche statunitensi il 28 novembre 1912. Venne distribuito anche nel Regno Unito il 15 marzo 1913. Nelle proiezioni, veniva programmato con il sistema dello split reel, accorpato in un'unica bobina con un altro cortometraggio prodotto dalla Vitagraph, The Eavesdropper.